# Digertjärnen (Klövsjö socken, Jämtland)
Digertjärnen är en sjö i Bergs kommun i Jämtland och ingår i Ljungans huvudavrinningsområde. Sjön har en area på 0,254 kvadratkilometer och ligger 476,1 meter över havet.

## Delavrinningsområde
Digertjärnen ingår i det delavrinningsområde (695908-140857) som SMHI kallar för Inloppet i Fiskåtjärnen. Medelhöjden är 503 meter över havet och ytan är 54,58 kvadratkilometer. Det finns inga avrinningsområden uppströms utan avrinningsområdet är högsta punkten. Fiskån som avvattnar avrinningsområdet har biflödesordning 2, vilket innebär att vattnet flödar genom totalt 2 vattendrag innan det når havet efter 253 kilometer. Avrinningsområdet består mestadels av skog (51 procent) och sankmarker (45 procent). Avrinningsområdet har 0,61 kvadratkilometer vattenytor vilket ger det en sjöprocent på 1,1 procent.